# Spencer Fox

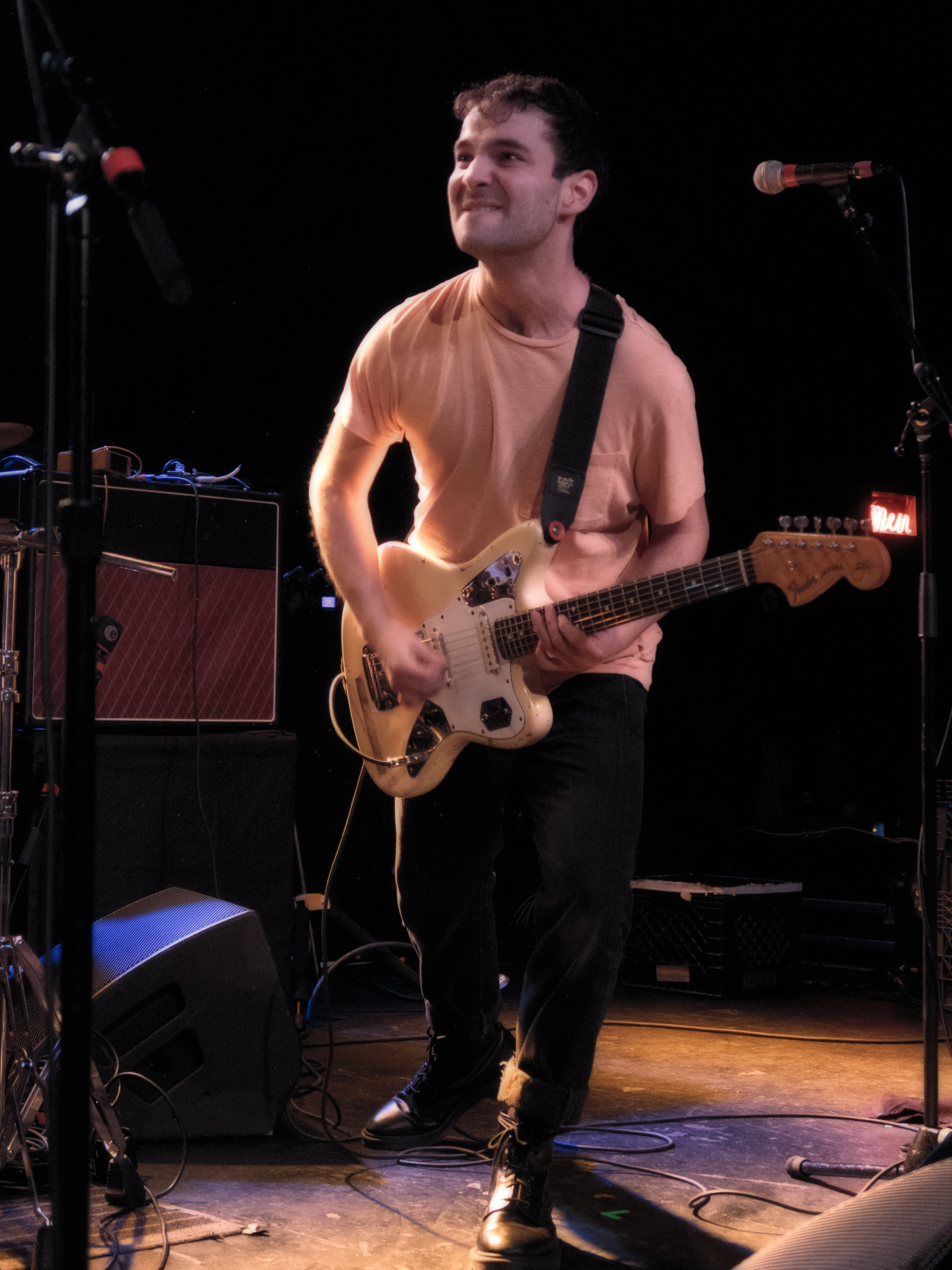
Spencer Fox (2018)

Spencer Fox (* 10. Mai 1993 in New York City) ist ein US-amerikanischer Musiker, Synchronsprecher und Schauspieler.

## Leben
Spencer Fox besuchte die Farragut Middle School in New York City, später die Staples High School in Connecticut. Er studierte Literatur an der State University of New York at Purchase. Fox ist Mitglied der vierköpfigen Power-Pop Band Charly Bliss, mit der er als Sänger und Gitarrist auftritt.

## Diskografie

### Studioalben
- 2016: Ruby
- 2016: Turd
- 2017: Glitter
- 2017: Guppy

### EPs
- 2014: Soft Serve EP

## Filmografie (Auswahl)
- 2004: Die Unglaublichen – The Incredibles (The Incredibles) (Stimme)
- 2006: The Groomsmen – Die Chaotenhochzeit (What Boys Like)
- 2006: Air Buddies – Die Welpen sind los (Air Buddies) (Stimme)
- 2007: Kim Possible (Animationsserie, Stimme, elf Folgen)
- 2007: Neal Cassady
- 2009: Cupid (Fernsehserie, Folge 1x06)
- 2011: Light (Kurzfilm)
- 2016: Charly Bliss: Ruby (Kurzfilm)

## Videospiele
- 2004: The Incredibles
- 2004: The Incredibles: When Danger Calls